# Mikel Nieve
Mikel Nieve Iturralde (Leitza, 26 mei 1984) is een voormalig Spaans wielrenner. Nieve reed vier seizoen voor Team BikeExchange, vier seizoenen voor Team Sky en vijf jaar voor Euskaltel-Euskadi en ten slotte één seizoen voor Caja Rural-Seguros RGA.

## Carrière
In de beginperiode bij Euskaltel-Euskadi leidde Nieve een bescheiden bestaan als wielrenner. In eerste instantie zou zijn contract na 2010 dan ook niet worden verlengd. Echter, in de Ronde van Spanje van 2010 presteerde hij boven verwachting goed. Hij behaalde een mooie ritzege in de zestiende etappe, een bergetappe. Bovendien eindigde hij als tiende in het eindklassement. Deze prestatie leverde hem alsnog een contractverlenging op. In de Ronde van Italië van 2011 won hij de vijftiende etappe, eveneens een bergetappe.
In de Ronde van Italië 2016 won hij nogmaals een etappe, de dertiende etappe. Hij won dat jaar ook de blauwe trui van het bergklassement. Zijn derde etappezege in de Ronde van Italië behaalde hij in 2018.

## Overwinningen
2010
16e etappe Ronde van Spanje
2011
15e etappe Ronde van Italië
2014
8e etappe Critérium du Dauphiné
2016
13e etappe Ronde van Italië
 Bergklassement Ronde van Italië
2018
20e etappe Ronde van Italië

## Resultaten in voornaamste wedstrijden
| Jaar | Ronde van Italië | Ronde van Frankrijk | Ronde van Spanje |
| ---- | ---------------- | ------------------- | ---------------- |
| 2010 |                  |                     | 10e (1)          |
| 2011 | 10e (1)          |                     | 9e               |
| 2012 | 10e              |                     |                  |
| 2013 |                  | 12e                 | 23e              |
| 2014 |                  | 18e                 | 12e              |
| 2015 | 17e              |                     | 8e               |
| 2016 | 25e (1)          | 17e                 |                  |
| 2017 |                  | 14e                 | 16e              |
| 2018 | 17e (1)          | 23e                 |                  |
| 2019 | 17e              |                     | 10e              |
| 2020 |                  | opgave              | 13e              |
| 2021 | 25e              |                     | 31e              |
| 2022 |                  |                     |                  |

| Jaar | Amstel Gold Race | Luik-Bast.‑Luik | Ronde van Lombardije | Clásica San Sebastián | Waalse Pijl |  | WK op de weg |  | Wereldranglijsten |
| ---- | ---------------- | --------------- | -------------------- | --------------------- | ----------- |  | ------------ |  | ----------------- |
| 2010 | 51e              | 108e            | 7e                   |                       | 128e        |  |              |  | 70e (UWK)         |
| 2011 |                  |                 | opgave               |                       |             |  |              |  | 52e (UWT)         |
| 2012 |                  | 69e             | 32e                  |                       |             |  |              |  | 54e (UWT)         |
| 2013 |                  |                 |                      | 4e                    |             |  |              |  | 66e (UWT)         |
| 2014 |                  |                 |                      | 4e                    |             |  |              |  | 51e (UWT)         |
| 2015 |                  |                 | 6e                   |                       |             |  |              |  | 44e (UWT)         |
| 2016 |                  |                 | opgave               | 24e                   |             |  |              |  | 103e (UWT)        |
| 2017 |                  |                 | 8e                   | 22e                   |             |  |              |  | 87e (UWT)         |
| 2018 |                  | 42e             | 15e                  | 25e                   |             |  | 13e          |  | 109e (UWT)        |
| 2019 |                  |                 | 36e                  |                       |             |  |              |  | 182e (UWR)        |
| 2020 |                  |                 | opgave               |                       |             |  |              |  |                   |
| 2021 |                  | 75e             | 18e                  | 52e                   |             |  |              |  |                   |
| 2022 |                  |                 | opgave               | 58e                   |             |  |              |  |                   |

## Ploegen
- 2008 –  Orbea-Oreka SDA
- 2009 –  Euskaltel-Euskadi
- 2010 –  Euskaltel-Euskadi
- 2011 –  Euskaltel-Euskadi
- 2012 –  Euskaltel-Euskadi
- 2013 –  Euskaltel Euskadi
- 2014 –  Team Sky
- 2015 –  Team Sky
- 2016 –  Team Sky
- 2017 –  Team Sky
- 2018 –  Mitchelton-Scott
- 2019 –  Mitchelton-Scott
- 2020 –  Mitchelton-Scott
- 2021 –  Team BikeExchange
- 2022 –  Caja Rural-Seguros RGA